# Thuần Thân vương
Hòa Thạc Thuần Thân vương (chữ Hán: 和碩醇親王, tiếng Mãn: ᡥᠣᡧᠣᡳ
 ᡤᡠᠯᡠ
 ᠴᡳᠨ
 ᠸᠠᠩ, Möllendorff: Hošoi gulu cin wang, Abkai: Hoxoi gulu qin wang) là tước vị Thân vương thế tập truyền đời nhà Thanh trong lịch sử Trung Quốc. Do được ban ân con cháu tập tước không bị giáng vị, Thuần Thân vương trở thành một trong Thiết mạo tử vương. Tổng cộng truyền qua hai thế hệ: Dịch Hoàn và Tải Phong.

## Thuần Thân vương
1. Thuần Hiền Thân vương Dịch Hoàn
1840 - 1850 - 1891
2. Thuần Thân vương Tái Phong
1883 - 1891 - 1945 - 1951

### Tái Quang chi hệ
- 1881 - 1884: Phụng ân Phụ quốc công Tái Quang (載洸) - con trai thứ tư của Dịch Hoàn, vô tự.

### Tái Phong chi hệ
- 1884 - 1891: Bất nhập bát phân Trấn quốc công Tái Phong - con trai thứ năm của Dịch Hoàn. Sơ phong Bất nhập bát phân Phụ quốc công, năm 1889 tấn Bất nhập bát phân Trấn quốc công, năm 1890 tập Thuần Thân vương.

### Tái Tuân chi hệ
- 1887 - 1902: Phụng ân Phụ quốc công Tái Tuân - con trai thứ sáu của Dịch Hoàn. Sơ phong Bất nhập bát phân Phụ quốc công, năm 1889 tiến Phụng ân Phụ quốc công, năm 1902 thừa tự Dịch Chí.

### Tái Đào chi hệ
- 1890 - 1893: Nhị đẳng Trấn quốc Tướng quân Tái Đào (載濤) - con trai thứ bảy của Dịch Hoàn. Năm 1893 thừa tự Dịch Hỗ.

## Phả hệ Thuần Thân vương
| Thuần Thân vương            | Thuần Thân vương            | Thuần Thân vương            | Thuần Thân vương            | Thuần Thân vương            | Thuần Thân vương            |                        |                        | Hoàng đế                          | Hoàng đế                          | Hoàng đế                                           | Hoàng đế                                           | Hoàng đế                                           | Hoàng đế                                           |                                                    |                                                    |                    |                    |                          |                          |                          |                          |                          |                          |                       |                       |                                               |                                               |                                               |                                               |                                               |                                               |                                                             |                                                             |                                                             |                                                             |                                                             |                                                             |                                      |                                      |                                        |                                        |                                        |                                        |                                        |                                        |                                     |                                     |                                        |                                        |                                        |                                        |                                        |                                        |                                 |                                 |                                 |                                 |                               |                               |                               |                               |                               |                               |  |  |  |  |  |  |  |  |  |  |  |  |  |  |  |  |  |  |  |  |  |  |  |  |  |  |  |  |  |  |  |  |  |  |  |  |
| Thuần Thân vương            | Thuần Thân vương            | Thuần Thân vương            | Thuần Thân vương            | Thuần Thân vương            | Thuần Thân vương            |                        |                        | Hoàng đế                          | Hoàng đế                          | Hoàng đế                                           | Hoàng đế                                           | Hoàng đế                                           | Hoàng đế                                           |                                                    |                                                    |                    |                    |                          |                          |                          |                          |                          |                          |                       |                       |                                               |                                               |                                               |                                               |                                               |                                               |                                                             |                                                             |                                                             |                                                             |                                                             |                                                             |                                      |                                      |                                        |                                        |                                        |                                        |                                        |                                        |                                     |                                     |                                        |                                        |                                        |                                        |                                        |                                        |                                 |                                 |                                 |                                 |                               |                               |                               |                               |                               |                               |  |  |  |  |  |  |  |  |  |  |  |  |  |  |  |  |  |  |  |  |  |  |  |  |  |  |  |  |  |  |  |  |  |  |  |  |
|                             |                             |                             |                             |                             |                             |                        |                        |                                   |                                   |                                                    |                                                    |                                                    |                                                    |                                                    |                                                    |                    |                    |                          |                          |                          |                          |                          |                          |                       |                       |                                               |                                               |                                               |                                               |                                               |                                               |                                                             |                                                             |                                                             |                                                             |                                                             |                                                             |                                      |                                      |                                        |                                        |                                        |                                        |                                        |                                        |                                     |                                     |                                        |                                        |                                        |                                        |                                        |                                        |                                 |                                 |                                 |                                 |                               |                               |                               |                               |                               |                               |  |  |  |  |  |  |  |  |  |  |  |  |  |  |  |  |  |  |  |  |  |  |  |  |  |  |  |  |  |  |  |  |  |  |  |  |
|                             |                             |                             |                             |                             |                             |                        |                        |                                   |                                   | Thuần Hiền Thân vương Dịch Hoàn 1840 - 1872 - 1891 | Thuần Hiền Thân vương Dịch Hoàn 1840 - 1872 - 1891 | Thuần Hiền Thân vương Dịch Hoàn 1840 - 1872 - 1891 | Thuần Hiền Thân vương Dịch Hoàn 1840 - 1872 - 1891 | Thuần Hiền Thân vương Dịch Hoàn 1840 - 1872 - 1891 | Thuần Hiền Thân vương Dịch Hoàn 1840 - 1872 - 1891 |                    |                    | Đích Phúc tấn Uyển Trinh | Đích Phúc tấn Uyển Trinh | Đích Phúc tấn Uyển Trinh | Đích Phúc tấn Uyển Trinh | Đích Phúc tấn Uyển Trinh | Đích Phúc tấn Uyển Trinh |                       |                       |                                               |                                               |                                               |                                               |                                               |                                               |                                                             |                                                             |                                                             |                                                             |                                                             |                                                             | Đại Trắc phúc tấn Nhan Trát thị      | Đại Trắc phúc tấn Nhan Trát thị      | Đại Trắc phúc tấn Nhan Trát thị        | Đại Trắc phúc tấn Nhan Trát thị        | Đại Trắc phúc tấn Nhan Trát thị        | Đại Trắc phúc tấn Nhan Trát thị        |                                        |                                        |                                     |                                     | Nhị Trắc phúc tấn Lưu Giai thị         | Nhị Trắc phúc tấn Lưu Giai thị         | Nhị Trắc phúc tấn Lưu Giai thị         | Nhị Trắc phúc tấn Lưu Giai thị         | Nhị Trắc phúc tấn Lưu Giai thị         | Nhị Trắc phúc tấn Lưu Giai thị         |                                 |                                 |                                 |                                 | Tam Trắc phúc tấn Lý Giai thị | Tam Trắc phúc tấn Lý Giai thị | Tam Trắc phúc tấn Lý Giai thị | Tam Trắc phúc tấn Lý Giai thị | Tam Trắc phúc tấn Lý Giai thị | Tam Trắc phúc tấn Lý Giai thị |  |  |  |  |  |  |  |  |  |  |  |  |  |  |  |  |  |  |  |  |  |  |  |  |  |  |  |  |  |  |  |  |  |  |  |  |
|                             |                             |                             |                             |                             |                             |                        |                        |                                   |                                   | Thuần Hiền Thân vương Dịch Hoàn 1840 - 1872 - 1891 | Thuần Hiền Thân vương Dịch Hoàn 1840 - 1872 - 1891 | Thuần Hiền Thân vương Dịch Hoàn 1840 - 1872 - 1891 | Thuần Hiền Thân vương Dịch Hoàn 1840 - 1872 - 1891 | Thuần Hiền Thân vương Dịch Hoàn 1840 - 1872 - 1891 | Thuần Hiền Thân vương Dịch Hoàn 1840 - 1872 - 1891 |                    |                    | Đích Phúc tấn Uyển Trinh | Đích Phúc tấn Uyển Trinh | Đích Phúc tấn Uyển Trinh | Đích Phúc tấn Uyển Trinh | Đích Phúc tấn Uyển Trinh | Đích Phúc tấn Uyển Trinh |                       |                       |                                               |                                               |                                               |                                               |                                               |                                               |                                                             |                                                             |                                                             |                                                             |                                                             |                                                             | Đại Trắc phúc tấn Nhan Trát thị      | Đại Trắc phúc tấn Nhan Trát thị      | Đại Trắc phúc tấn Nhan Trát thị        | Đại Trắc phúc tấn Nhan Trát thị        | Đại Trắc phúc tấn Nhan Trát thị        | Đại Trắc phúc tấn Nhan Trát thị        |                                        |                                        |                                     |                                     | Nhị Trắc phúc tấn Lưu Giai thị         | Nhị Trắc phúc tấn Lưu Giai thị         | Nhị Trắc phúc tấn Lưu Giai thị         | Nhị Trắc phúc tấn Lưu Giai thị         | Nhị Trắc phúc tấn Lưu Giai thị         | Nhị Trắc phúc tấn Lưu Giai thị         |                                 |                                 |                                 |                                 | Tam Trắc phúc tấn Lý Giai thị | Tam Trắc phúc tấn Lý Giai thị | Tam Trắc phúc tấn Lý Giai thị | Tam Trắc phúc tấn Lý Giai thị | Tam Trắc phúc tấn Lý Giai thị | Tam Trắc phúc tấn Lý Giai thị |  |  |  |  |  |  |  |  |  |  |  |  |  |  |  |  |  |  |  |  |  |  |  |  |  |  |  |  |  |  |  |  |  |  |  |  |
|                             |                             |                             |                             |                             |                             |                        |                        |                                   |                                   |                                                    |                                                    |                                                    |                                                    |                                                    |                                                    |                    |                    |                          |                          |                          |                          |                          |                          |                       |                       |                                               |                                               |                                               |                                               |                                               |                                               |                                                             |                                                             |                                                             |                                                             |                                                             |                                                             |                                      |                                      |                                        |                                        |                                        |                                        |                                        |                                        |                                     |                                     |                                        |                                        |                                        |                                        |                                        |                                        |                                 |                                 |                                 |                                 |                               |                               |                               |                               |                               |                               |  |  |  |  |  |  |  |  |  |  |  |  |  |  |  |  |  |  |  |  |  |  |  |  |  |  |  |  |  |  |  |  |  |  |  |  |
|                             |                             |                             |                             |                             |                             |                        |                        |                                   |                                   |                                                    |                                                    |                                                    |                                                    |                                                    |                                                    |                    |                    |                          |                          |                          |                          |                          |                          |                       |                       |                                               |                                               |                                               |                                               |                                               |                                               |                                                             |                                                             |                                                             |                                                             |                                                             |                                                             |                                      |                                      |                                        |                                        |                                        |                                        |                                        |                                        |                                     |                                     |                                        |                                        |                                        |                                        |                                        |                                        |                                 |                                 |                                 |                                 |                               |                               |                               |                               |                               |                               |  |  |  |  |  |  |  |  |  |  |  |  |  |  |  |  |  |  |  |  |  |  |  |  |  |  |  |  |  |  |  |  |  |  |  |  |
|                             |                             | Trưởng tử Tái Hãn           | Trưởng tử Tái Hãn           | Trưởng tử Tái Hãn           | Trưởng tử Tái Hãn           | Trưởng tử Tái Hãn      | Trưởng tử Tái Hãn      |                                   |                                   | Thứ tử Thanh Đức Tông Tái Điềm                     | Thứ tử Thanh Đức Tông Tái Điềm                     | Thứ tử Thanh Đức Tông Tái Điềm                     | Thứ tử Thanh Đức Tông Tái Điềm                     | Thứ tử Thanh Đức Tông Tái Điềm                     | Thứ tử Thanh Đức Tông Tái Điềm                     |                    |                    | Tam tử                   | Tam tử                   | Tam tử                   | Tam tử                   | Tam tử                   | Tam tử                   |                       |                       | Tứ tử Phụng ân Phụ quốc công Tái Quang (載洸) | Tứ tử Phụng ân Phụ quốc công Tái Quang (載洸) | Tứ tử Phụng ân Phụ quốc công Tái Quang (載洸) | Tứ tử Phụng ân Phụ quốc công Tái Quang (載洸) | Tứ tử Phụng ân Phụ quốc công Tái Quang (載洸) | Tứ tử Phụng ân Phụ quốc công Tái Quang (載洸) |                                                             |                                                             | Trưởng nữ Đại Cách cách                                     | Trưởng nữ Đại Cách cách                                     | Trưởng nữ Đại Cách cách                                     | Trưởng nữ Đại Cách cách                                     | Trưởng nữ Đại Cách cách              | Trưởng nữ Đại Cách cách              |                                        |                                        |                                        |                                        |                                        |                                        |                                     |                                     |                                        |                                        |                                        |                                        |                                        |                                        | Tam nữ Tam Cách cách            | Tam nữ Tam Cách cách            | Tam nữ Tam Cách cách            | Tam nữ Tam Cách cách            | Tam nữ Tam Cách cách          | Tam nữ Tam Cách cách          |                               |                               |                               |                               |  |  |  |  |  |  |  |  |  |  |  |  |  |  |  |  |  |  |  |  |  |  |  |  |  |  |  |  |  |  |  |  |  |  |  |  |
|                             |                             | Trưởng tử Tái Hãn           | Trưởng tử Tái Hãn           | Trưởng tử Tái Hãn           | Trưởng tử Tái Hãn           | Trưởng tử Tái Hãn      | Trưởng tử Tái Hãn      |                                   |                                   | Thứ tử Thanh Đức Tông Tái Điềm                     | Thứ tử Thanh Đức Tông Tái Điềm                     | Thứ tử Thanh Đức Tông Tái Điềm                     | Thứ tử Thanh Đức Tông Tái Điềm                     | Thứ tử Thanh Đức Tông Tái Điềm                     | Thứ tử Thanh Đức Tông Tái Điềm                     |                    |                    | Tam tử                   | Tam tử                   | Tam tử                   | Tam tử                   | Tam tử                   | Tam tử                   |                       |                       | Tứ tử Phụng ân Phụ quốc công Tái Quang (載洸) | Tứ tử Phụng ân Phụ quốc công Tái Quang (載洸) | Tứ tử Phụng ân Phụ quốc công Tái Quang (載洸) | Tứ tử Phụng ân Phụ quốc công Tái Quang (載洸) | Tứ tử Phụng ân Phụ quốc công Tái Quang (載洸) | Tứ tử Phụng ân Phụ quốc công Tái Quang (載洸) |                                                             |                                                             | Trưởng nữ Đại Cách cách                                     | Trưởng nữ Đại Cách cách                                     | Trưởng nữ Đại Cách cách                                     | Trưởng nữ Đại Cách cách                                     | Trưởng nữ Đại Cách cách              | Trưởng nữ Đại Cách cách              |                                        |                                        |                                        |                                        |                                        |                                        |                                     |                                     |                                        |                                        |                                        |                                        |                                        |                                        | Tam nữ Tam Cách cách            | Tam nữ Tam Cách cách            | Tam nữ Tam Cách cách            | Tam nữ Tam Cách cách            | Tam nữ Tam Cách cách          | Tam nữ Tam Cách cách          |                               |                               |                               |                               |  |  |  |  |  |  |  |  |  |  |  |  |  |  |  |  |  |  |  |  |  |  |  |  |  |  |  |  |  |  |  |  |  |  |  |  |
|                             |                             |                             |                             |                             |                             |                        |                        |                                   |                                   |                                                    |                                                    |                                                    |                                                    |                                                    |                                                    |                    |                    |                          |                          |                          |                          |                          |                          |                       |                       |                                               |                                               |                                               |                                               |                                               |                                               |                                                             |                                                             |                                                             |                                                             |                                                             |                                                             |                                      |                                      |                                        |                                        |                                        |                                        |                                        |                                        |                                     |                                     |                                        |                                        |                                        |                                        |                                        |                                        |                                 |                                 |                                 |                                 |                               |                               |                               |                               |                               |                               |  |  |  |  |  |  |  |  |  |  |  |  |  |  |  |  |  |  |  |  |  |  |  |  |  |  |  |  |  |  |  |  |  |  |  |  |
| Trắc Phúc tấn Đặng Giai thị | Trắc Phúc tấn Đặng Giai thị | Trắc Phúc tấn Đặng Giai thị | Trắc Phúc tấn Đặng Giai thị | Trắc Phúc tấn Đặng Giai thị | Trắc Phúc tấn Đặng Giai thị |                        |                        |                                   |                                   |                                                    |                                                    |                                                    |                                                    |                                                    |                                                    |                    |                    |                          |                          |                          |                          |                          |                          | Đích Phúc tấn Ấu Lan  | Đích Phúc tấn Ấu Lan  | Đích Phúc tấn Ấu Lan                          | Đích Phúc tấn Ấu Lan                          | Đích Phúc tấn Ấu Lan                          | Đích Phúc tấn Ấu Lan                          |                                               |                                               | Ngũ tử Thuần Thân vương Tái Phong 1883 - 1891 - 1949 - 1951 | Ngũ tử Thuần Thân vương Tái Phong 1883 - 1891 - 1949 - 1951 | Ngũ tử Thuần Thân vương Tái Phong 1883 - 1891 - 1949 - 1951 | Ngũ tử Thuần Thân vương Tái Phong 1883 - 1891 - 1949 - 1951 | Ngũ tử Thuần Thân vương Tái Phong 1883 - 1891 - 1949 - 1951 | Ngũ tử Thuần Thân vương Tái Phong 1883 - 1891 - 1949 - 1951 |                                      |                                      | Lục tử Bối lặc hàm Quận vương Tái Tuần | Lục tử Bối lặc hàm Quận vương Tái Tuần | Lục tử Bối lặc hàm Quận vương Tái Tuần | Lục tử Bối lặc hàm Quận vương Tái Tuần | Lục tử Bối lặc hàm Quận vương Tái Tuần | Lục tử Bối lặc hàm Quận vương Tái Tuần |                                     |                                     | Thất tử Bối lặc hàm Quận vương Tái Đào | Thất tử Bối lặc hàm Quận vương Tái Đào | Thất tử Bối lặc hàm Quận vương Tái Đào | Thất tử Bối lặc hàm Quận vương Tái Đào | Thất tử Bối lặc hàm Quận vương Tái Đào | Thất tử Bối lặc hàm Quận vương Tái Đào |                                 |                                 | Thứ nữ Nhị Cách cách            | Thứ nữ Nhị Cách cách            | Thứ nữ Nhị Cách cách          | Thứ nữ Nhị Cách cách          | Thứ nữ Nhị Cách cách          | Thứ nữ Nhị Cách cách          |                               |                               |  |  |  |  |  |  |  |  |  |  |  |  |  |  |  |  |  |  |  |  |  |  |  |  |  |  |  |  |  |  |  |  |  |  |  |  |
| Trắc Phúc tấn Đặng Giai thị | Trắc Phúc tấn Đặng Giai thị | Trắc Phúc tấn Đặng Giai thị | Trắc Phúc tấn Đặng Giai thị | Trắc Phúc tấn Đặng Giai thị | Trắc Phúc tấn Đặng Giai thị |                        |                        |                                   |                                   |                                                    |                                                    |                                                    |                                                    |                                                    |                                                    |                    |                    |                          |                          |                          |                          |                          |                          | Đích Phúc tấn Ấu Lan  | Đích Phúc tấn Ấu Lan  | Đích Phúc tấn Ấu Lan                          | Đích Phúc tấn Ấu Lan                          | Đích Phúc tấn Ấu Lan                          | Đích Phúc tấn Ấu Lan                          |                                               |                                               | Ngũ tử Thuần Thân vương Tái Phong 1883 - 1891 - 1949 - 1951 | Ngũ tử Thuần Thân vương Tái Phong 1883 - 1891 - 1949 - 1951 | Ngũ tử Thuần Thân vương Tái Phong 1883 - 1891 - 1949 - 1951 | Ngũ tử Thuần Thân vương Tái Phong 1883 - 1891 - 1949 - 1951 | Ngũ tử Thuần Thân vương Tái Phong 1883 - 1891 - 1949 - 1951 | Ngũ tử Thuần Thân vương Tái Phong 1883 - 1891 - 1949 - 1951 |                                      |                                      | Lục tử Bối lặc hàm Quận vương Tái Tuần | Lục tử Bối lặc hàm Quận vương Tái Tuần | Lục tử Bối lặc hàm Quận vương Tái Tuần | Lục tử Bối lặc hàm Quận vương Tái Tuần | Lục tử Bối lặc hàm Quận vương Tái Tuần | Lục tử Bối lặc hàm Quận vương Tái Tuần |                                     |                                     | Thất tử Bối lặc hàm Quận vương Tái Đào | Thất tử Bối lặc hàm Quận vương Tái Đào | Thất tử Bối lặc hàm Quận vương Tái Đào | Thất tử Bối lặc hàm Quận vương Tái Đào | Thất tử Bối lặc hàm Quận vương Tái Đào | Thất tử Bối lặc hàm Quận vương Tái Đào |                                 |                                 | Thứ nữ Nhị Cách cách            | Thứ nữ Nhị Cách cách            | Thứ nữ Nhị Cách cách          | Thứ nữ Nhị Cách cách          | Thứ nữ Nhị Cách cách          | Thứ nữ Nhị Cách cách          |                               |                               |  |  |  |  |  |  |  |  |  |  |  |  |  |  |  |  |  |  |  |  |  |  |  |  |  |  |  |  |  |  |  |  |  |  |  |  |
|                             |                             |                             |                             |                             |                             |                        |                        |                                   |                                   |                                                    |                                                    |                                                    |                                                    |                                                    |                                                    |                    |                    |                          |                          |                          |                          |                          |                          |                       |                       |                                               |                                               |                                               |                                               |                                               |                                               |                                                             |                                                             |                                                             |                                                             |                                                             |                                                             |                                      |                                      |                                        |                                        |                                        |                                        |                                        |                                        |                                     |                                     |                                        |                                        |                                        |                                        |                                        |                                        |                                 |                                 |                                 |                                 |                               |                               |                               |                               |                               |                               |  |  |  |  |  |  |  |  |  |  |  |  |  |  |  |  |  |  |  |  |  |  |  |  |  |  |  |  |  |  |  |  |  |  |  |  |
|                             |                             |                             |                             |                             |                             |                        |                        |                                   |                                   |                                                    |                                                    |                                                    |                                                    |                                                    |                                                    |                    |                    |                          |                          |                          |                          |                          |                          |                       |                       |                                               |                                               |                                               |                                               |                                               |                                               |                                                             |                                                             |                                                             |                                                             |                                                             |                                                             |                                      |                                      |                                        |                                        |                                        |                                        |                                        |                                        |                                     |                                     |                                        |                                        |                                        |                                        |                                        |                                        |                                 |                                 |                                 |                                 |                               |                               |                               |                               |                               |                               |  |  |  |  |  |  |  |  |  |  |  |  |  |  |  |  |  |  |  |  |  |  |  |  |  |  |  |  |  |  |  |  |  |  |  |  |
|                             |                             |                             |                             |                             |                             |                        |                        | Trưởng tử Tuyên Thống Đế Phổ Nghi | Trưởng tử Tuyên Thống Đế Phổ Nghi | Trưởng tử Tuyên Thống Đế Phổ Nghi                  | Trưởng tử Tuyên Thống Đế Phổ Nghi                  | Trưởng tử Tuyên Thống Đế Phổ Nghi                  | Trưởng tử Tuyên Thống Đế Phổ Nghi                  |                                                    |                                                    | Thứ tử Phổ Kiệt    | Thứ tử Phổ Kiệt    | Thứ tử Phổ Kiệt          | Thứ tử Phổ Kiệt          | Thứ tử Phổ Kiệt          | Thứ tử Phổ Kiệt          |                          |                          | Hiro Saga             | Hiro Saga             | Hiro Saga                                     | Hiro Saga                                     | Hiro Saga                                     | Hiro Saga                                     |                                               |                                               | Trưởng nữ Đại Cách cách Uẩn Anh                             | Trưởng nữ Đại Cách cách Uẩn Anh                             | Trưởng nữ Đại Cách cách Uẩn Anh                             | Trưởng nữ Đại Cách cách Uẩn Anh                             | Trưởng nữ Đại Cách cách Uẩn Anh                             | Trưởng nữ Đại Cách cách Uẩn Anh                             |                                      |                                      | Thứ nữ Nhị Cách cách Uẩn Hòa           | Thứ nữ Nhị Cách cách Uẩn Hòa           | Thứ nữ Nhị Cách cách Uẩn Hòa           | Thứ nữ Nhị Cách cách Uẩn Hòa           | Thứ nữ Nhị Cách cách Uẩn Hòa           | Thứ nữ Nhị Cách cách Uẩn Hòa           |                                     |                                     | Tam nữ Tam Cách cách Uẩn Dĩnh          | Tam nữ Tam Cách cách Uẩn Dĩnh          | Tam nữ Tam Cách cách Uẩn Dĩnh          | Tam nữ Tam Cách cách Uẩn Dĩnh          | Tam nữ Tam Cách cách Uẩn Dĩnh          | Tam nữ Tam Cách cách Uẩn Dĩnh          |                                 |                                 |                                 |                                 |                               |                               |                               |                               |                               |                               |  |  |  |  |  |  |  |  |  |  |  |  |  |  |  |  |  |  |  |  |  |  |  |  |  |  |  |  |  |  |  |  |  |  |  |  |
|                             |                             |                             |                             |                             |                             |                        |                        | Trưởng tử Tuyên Thống Đế Phổ Nghi | Trưởng tử Tuyên Thống Đế Phổ Nghi | Trưởng tử Tuyên Thống Đế Phổ Nghi                  | Trưởng tử Tuyên Thống Đế Phổ Nghi                  | Trưởng tử Tuyên Thống Đế Phổ Nghi                  | Trưởng tử Tuyên Thống Đế Phổ Nghi                  |                                                    |                                                    | Thứ tử Phổ Kiệt    | Thứ tử Phổ Kiệt    | Thứ tử Phổ Kiệt          | Thứ tử Phổ Kiệt          | Thứ tử Phổ Kiệt          | Thứ tử Phổ Kiệt          |                          |                          | Hiro Saga             | Hiro Saga             | Hiro Saga                                     | Hiro Saga                                     | Hiro Saga                                     | Hiro Saga                                     |                                               |                                               | Trưởng nữ Đại Cách cách Uẩn Anh                             | Trưởng nữ Đại Cách cách Uẩn Anh                             | Trưởng nữ Đại Cách cách Uẩn Anh                             | Trưởng nữ Đại Cách cách Uẩn Anh                             | Trưởng nữ Đại Cách cách Uẩn Anh                             | Trưởng nữ Đại Cách cách Uẩn Anh                             |                                      |                                      | Thứ nữ Nhị Cách cách Uẩn Hòa           | Thứ nữ Nhị Cách cách Uẩn Hòa           | Thứ nữ Nhị Cách cách Uẩn Hòa           | Thứ nữ Nhị Cách cách Uẩn Hòa           | Thứ nữ Nhị Cách cách Uẩn Hòa           | Thứ nữ Nhị Cách cách Uẩn Hòa           |                                     |                                     | Tam nữ Tam Cách cách Uẩn Dĩnh          | Tam nữ Tam Cách cách Uẩn Dĩnh          | Tam nữ Tam Cách cách Uẩn Dĩnh          | Tam nữ Tam Cách cách Uẩn Dĩnh          | Tam nữ Tam Cách cách Uẩn Dĩnh          | Tam nữ Tam Cách cách Uẩn Dĩnh          |                                 |                                 |                                 |                                 |                               |                               |                               |                               |                               |                               |  |  |  |  |  |  |  |  |  |  |  |  |  |  |  |  |  |  |  |  |  |  |  |  |  |  |  |  |  |  |  |  |  |  |  |  |
|                             |                             |                             |                             |                             |                             |                        |                        |                                   |                                   |                                                    |                                                    |                                                    |                                                    |                                                    |                                                    |                    |                    |                          |                          |                          |                          |                          |                          |                       |                       |                                               |                                               |                                               |                                               |                                               |                                               |                                                             |                                                             |                                                             |                                                             |                                                             |                                                             |                                      |                                      |                                        |                                        |                                        |                                        |                                        |                                        |                                     |                                     |                                        |                                        |                                        |                                        |                                        |                                        |                                 |                                 |                                 |                                 |                               |                               |                               |                               |                               |                               |  |  |  |  |  |  |  |  |  |  |  |  |  |  |  |  |  |  |  |  |  |  |  |  |  |  |  |  |  |  |  |  |  |  |  |  |
|                             |                             |                             |                             |                             |                             |                        |                        |                                   |                                   |                                                    |                                                    |                                                    |                                                    |                                                    |                                                    |                    |                    |                          |                          |                          |                          |                          |                          |                       |                       |                                               |                                               |                                               |                                               |                                               |                                               |                                                             |                                                             |                                                             |                                                             |                                                             |                                                             |                                      |                                      |                                        |                                        |                                        |                                        |                                        |                                        |                                     |                                     |                                        |                                        |                                        |                                        |                                        |                                        |                                 |                                 |                                 |                                 |                               |                               |                               |                               |                               |                               |  |  |  |  |  |  |  |  |  |  |  |  |  |  |  |  |  |  |  |  |  |  |  |  |  |  |  |  |  |  |  |  |  |  |  |  |
|                             |                             |                             |                             |                             |                             |                        |                        |                                   |                                   |                                                    |                                                    |                                                    |                                                    |                                                    |                                                    | Trưởng nữ Tuệ Sanh | Trưởng nữ Tuệ Sanh | Trưởng nữ Tuệ Sanh       | Trưởng nữ Tuệ Sanh       | Trưởng nữ Tuệ Sanh       | Trưởng nữ Tuệ Sanh       |                          |                          | Thứ nữ Hộ Sanh        | Thứ nữ Hộ Sanh        | Thứ nữ Hộ Sanh                                | Thứ nữ Hộ Sanh                                | Thứ nữ Hộ Sanh                                | Thứ nữ Hộ Sanh                                |                                               |                                               |                                                             |                                                             |                                                             |                                                             |                                                             |                                                             |                                      |                                      |                                        |                                        |                                        |                                        |                                        |                                        |                                     |                                     |                                        |                                        |                                        |                                        |                                        |                                        |                                 |                                 |                                 |                                 |                               |                               |                               |                               |                               |                               |  |  |  |  |  |  |  |  |  |  |  |  |  |  |  |  |  |  |  |  |  |  |  |  |  |  |  |  |  |  |  |  |  |  |  |  |
|                             |                             |                             |                             |                             |                             |                        |                        |                                   |                                   |                                                    |                                                    |                                                    |                                                    |                                                    |                                                    | Trưởng nữ Tuệ Sanh | Trưởng nữ Tuệ Sanh | Trưởng nữ Tuệ Sanh       | Trưởng nữ Tuệ Sanh       | Trưởng nữ Tuệ Sanh       | Trưởng nữ Tuệ Sanh       |                          |                          | Thứ nữ Hộ Sanh        | Thứ nữ Hộ Sanh        | Thứ nữ Hộ Sanh                                | Thứ nữ Hộ Sanh                                | Thứ nữ Hộ Sanh                                | Thứ nữ Hộ Sanh                                |                                               |                                               |                                                             |                                                             |                                                             |                                                             |                                                             |                                                             |                                      |                                      |                                        |                                        |                                        |                                        |                                        |                                        |                                     |                                     |                                        |                                        |                                        |                                        |                                        |                                        |                                 |                                 |                                 |                                 |                               |                               |                               |                               |                               |                               |  |  |  |  |  |  |  |  |  |  |  |  |  |  |  |  |  |  |  |  |  |  |  |  |  |  |  |  |  |  |  |  |  |  |  |  |
|                             |                             |                             |                             |                             |                             |                        |                        |                                   |                                   |                                                    |                                                    |                                                    |                                                    |                                                    |                                                    |                    |                    |                          |                          |                          |                          |                          |                          |                       |                       |                                               |                                               |                                               |                                               |                                               |                                               |                                                             |                                                             |                                                             |                                                             |                                                             |                                                             |                                      |                                      |                                        |                                        |                                        |                                        |                                        |                                        |                                     |                                     |                                        |                                        |                                        |                                        |                                        |                                        |                                 |                                 |                                 |                                 |                               |                               |                               |                               |                               |                               |  |  |  |  |  |  |  |  |  |  |  |  |  |  |  |  |  |  |  |  |  |  |  |  |  |  |  |  |  |  |  |  |  |  |  |  |
|                             |                             |                             |                             | Tam tử Phổ Khái (溥倛)      | Tam tử Phổ Khái (溥倛)      | Tam tử Phổ Khái (溥倛) | Tam tử Phổ Khái (溥倛) | Tam tử Phổ Khái (溥倛)            | Tam tử Phổ Khái (溥倛)            |                                                    |                                                    | Tứ tử Phổ Nhậm                                     | Tứ tử Phổ Nhậm                                     | Tứ tử Phổ Nhậm                                     | Tứ tử Phổ Nhậm                                     | Tứ tử Phổ Nhậm     | Tứ tử Phổ Nhậm     |                          |                          | Kim Du Đình (金瑜庭)     | Kim Du Đình (金瑜庭)     | Kim Du Đình (金瑜庭)     | Kim Du Đình (金瑜庭)     | Kim Du Đình (金瑜庭)  | Kim Du Đình (金瑜庭)  |                                               |                                               | Tứ nữ Tứ Cách cách Uẩn Nhàn (韞嫺)            | Tứ nữ Tứ Cách cách Uẩn Nhàn (韞嫺)            | Tứ nữ Tứ Cách cách Uẩn Nhàn (韞嫺)            | Tứ nữ Tứ Cách cách Uẩn Nhàn (韞嫺)            | Tứ nữ Tứ Cách cách Uẩn Nhàn (韞嫺)                          | Tứ nữ Tứ Cách cách Uẩn Nhàn (韞嫺)                          |                                                             |                                                             | Ngũ nữ Ngũ Cách cách Uẩn Hinh (韞馨)                        | Ngũ nữ Ngũ Cách cách Uẩn Hinh (韞馨)                        | Ngũ nữ Ngũ Cách cách Uẩn Hinh (韞馨) | Ngũ nữ Ngũ Cách cách Uẩn Hinh (韞馨) | Ngũ nữ Ngũ Cách cách Uẩn Hinh (韞馨)   | Ngũ nữ Ngũ Cách cách Uẩn Hinh (韞馨)   |                                        |                                        | Lục nữ Lục Cách cách Uẩn Ngu (韞娛)    | Lục nữ Lục Cách cách Uẩn Ngu (韞娛)    | Lục nữ Lục Cách cách Uẩn Ngu (韞娛) | Lục nữ Lục Cách cách Uẩn Ngu (韞娛) | Lục nữ Lục Cách cách Uẩn Ngu (韞娛)    | Lục nữ Lục Cách cách Uẩn Ngu (韞娛)    |                                        |                                        | Thất nữ Thất Cách cách Uẩn Hoan        | Thất nữ Thất Cách cách Uẩn Hoan        | Thất nữ Thất Cách cách Uẩn Hoan | Thất nữ Thất Cách cách Uẩn Hoan | Thất nữ Thất Cách cách Uẩn Hoan | Thất nữ Thất Cách cách Uẩn Hoan |                               |                               |                               |                               |                               |                               |  |  |  |  |  |  |  |  |  |  |  |  |  |  |  |  |  |  |  |  |  |  |  |  |  |  |  |  |  |  |  |  |  |  |  |  |
|                             |                             |                             |                             | Tam tử Phổ Khái (溥倛)      | Tam tử Phổ Khái (溥倛)      | Tam tử Phổ Khái (溥倛) | Tam tử Phổ Khái (溥倛) | Tam tử Phổ Khái (溥倛)            | Tam tử Phổ Khái (溥倛)            |                                                    |                                                    | Tứ tử Phổ Nhậm                                     | Tứ tử Phổ Nhậm                                     | Tứ tử Phổ Nhậm                                     | Tứ tử Phổ Nhậm                                     | Tứ tử Phổ Nhậm     | Tứ tử Phổ Nhậm     |                          |                          | Kim Du Đình (金瑜庭)     | Kim Du Đình (金瑜庭)     | Kim Du Đình (金瑜庭)     | Kim Du Đình (金瑜庭)     | Kim Du Đình (金瑜庭)  | Kim Du Đình (金瑜庭)  |                                               |                                               | Tứ nữ Tứ Cách cách Uẩn Nhàn (韞嫺)            | Tứ nữ Tứ Cách cách Uẩn Nhàn (韞嫺)            | Tứ nữ Tứ Cách cách Uẩn Nhàn (韞嫺)            | Tứ nữ Tứ Cách cách Uẩn Nhàn (韞嫺)            | Tứ nữ Tứ Cách cách Uẩn Nhàn (韞嫺)                          | Tứ nữ Tứ Cách cách Uẩn Nhàn (韞嫺)                          |                                                             |                                                             | Ngũ nữ Ngũ Cách cách Uẩn Hinh (韞馨)                        | Ngũ nữ Ngũ Cách cách Uẩn Hinh (韞馨)                        | Ngũ nữ Ngũ Cách cách Uẩn Hinh (韞馨) | Ngũ nữ Ngũ Cách cách Uẩn Hinh (韞馨) | Ngũ nữ Ngũ Cách cách Uẩn Hinh (韞馨)   | Ngũ nữ Ngũ Cách cách Uẩn Hinh (韞馨)   |                                        |                                        | Lục nữ Lục Cách cách Uẩn Ngu (韞娛)    | Lục nữ Lục Cách cách Uẩn Ngu (韞娛)    | Lục nữ Lục Cách cách Uẩn Ngu (韞娛) | Lục nữ Lục Cách cách Uẩn Ngu (韞娛) | Lục nữ Lục Cách cách Uẩn Ngu (韞娛)    | Lục nữ Lục Cách cách Uẩn Ngu (韞娛)    |                                        |                                        | Thất nữ Thất Cách cách Uẩn Hoan        | Thất nữ Thất Cách cách Uẩn Hoan        | Thất nữ Thất Cách cách Uẩn Hoan | Thất nữ Thất Cách cách Uẩn Hoan | Thất nữ Thất Cách cách Uẩn Hoan | Thất nữ Thất Cách cách Uẩn Hoan |                               |                               |                               |                               |                               |                               |  |  |  |  |  |  |  |  |  |  |  |  |  |  |  |  |  |  |  |  |  |  |  |  |  |  |  |  |  |  |  |  |  |  |  |  |
|                             |                             |                             |                             |                             |                             |                        |                        |                                   |                                   |                                                    |                                                    |                                                    |                                                    |                                                    |                                                    |                    |                    |                          |                          |                          |                          |                          |                          |                       |                       |                                               |                                               |                                               |                                               |                                               |                                               |                                                             |                                                             |                                                             |                                                             |                                                             |                                                             |                                      |                                      |                                        |                                        |                                        |                                        |                                        |                                        |                                     |                                     |                                        |                                        |                                        |                                        |                                        |                                        |                                 |                                 |                                 |                                 |                               |                               |                               |                               |                               |                               |  |  |  |  |  |  |  |  |  |  |  |  |  |  |  |  |  |  |  |  |  |  |  |  |  |  |  |  |  |  |  |  |  |  |  |  |
|                             |                             |                             |                             |                             |                             |                        |                        |                                   |                                   |                                                    |                                                    |                                                    |                                                    |                                                    |                                                    |                    |                    |                          |                          |                          |                          |                          |                          |                       |                       |                                               |                                               |                                               |                                               |                                               |                                               |                                                             |                                                             |                                                             |                                                             |                                                             |                                                             |                                      |                                      |                                        |                                        |                                        |                                        |                                        |                                        |                                     |                                     |                                        |                                        |                                        |                                        |                                        |                                        |                                 |                                 |                                 |                                 |                               |                               |                               |                               |                               |                               |  |  |  |  |  |  |  |  |  |  |  |  |  |  |  |  |  |  |  |  |  |  |  |  |  |  |  |  |  |  |  |  |  |  |  |  |
| Trưởng tử Kim Dục Chướng    | Trưởng tử Kim Dục Chướng    | Trưởng tử Kim Dục Chướng    | Trưởng tử Kim Dục Chướng    | Trưởng tử Kim Dục Chướng    | Trưởng tử Kim Dục Chướng    |                        |                        | Thứ tử Kim Dục Quan               | Thứ tử Kim Dục Quan               | Thứ tử Kim Dục Quan                                | Thứ tử Kim Dục Quan                                | Thứ tử Kim Dục Quan                                | Thứ tử Kim Dục Quan                                |                                                    |                                                    | Tam tử Kim Dục Lam | Tam tử Kim Dục Lam | Tam tử Kim Dục Lam       | Tam tử Kim Dục Lam       | Tam tử Kim Dục Lam       | Tam tử Kim Dục Lam       |                          |                          | Trưởng nữ Kim Dục Côn | Trưởng nữ Kim Dục Côn | Trưởng nữ Kim Dục Côn                         | Trưởng nữ Kim Dục Côn                         | Trưởng nữ Kim Dục Côn                         | Trưởng nữ Kim Dục Côn                         |                                               |                                               | Thứ nữ Kim Dục Trình                                        | Thứ nữ Kim Dục Trình                                        | Thứ nữ Kim Dục Trình                                        | Thứ nữ Kim Dục Trình                                        | Thứ nữ Kim Dục Trình                                        | Thứ nữ Kim Dục Trình                                        |                                      |                                      |                                        |                                        |                                        |                                        |                                        |                                        |                                     |                                     |                                        |                                        |                                        |                                        |                                        |                                        |                                 |                                 |                                 |                                 |                               |                               |                               |                               |                               |                               |  |  |  |  |  |  |  |  |  |  |  |  |  |  |  |  |  |  |  |  |  |  |  |  |  |  |  |  |  |  |  |  |  |  |  |  |